# Донгтхай (Кьензянг)
Донгтхай (вьет. Đông Thái) — община в уезде Анбьен, провинция Кьензянг, Вьетнам.

## География
Община Донгтхай имеет площадь 59,36 кв. км². Население в 2020 году составляло 16 409 человек, плотность населения — 275 человек/км².

## Административный состав
В общине 13 деревень: Байтё, Занкуан, Донгтхань, Кинь 1, Кинь 1А, Киньланг, Киньлангдонг, Намкуи, Фухыонг, Фулам, Тханьчунг, Чунгкуи, Чунгсинь.

## История
С 1975 года Донгтхай стал общиной в уезде Анбьен.
17 февраля 1979 г. Правительственный совет принял решение 50-CP о разделении общины Донгтхай на 4 общины: Донгтхай, Чунгтхай, Бактхай и Намтхай.